# Todtnau
Todtnau is een stadje in de Duitse deelstaat Baden-Württemberg op een hoogte van ca. 650 m (omgeving tot 1390 m). Het maakt deel uit van het Landkreis Lörrach.
Todtnau telt 4.823 inwoners.
De bekende filosoof Martin Heidegger (1889-1976) had vanaf 1922 jarenlang een boshut in Todtnau, waar hij regelmatig andere intellectuelen en wetenschappers ontving. De uitvinder van het permanent, Charles Nessler was geboren en getogen in Todtnau en het stadje heeft een museum aan hem gewijd.
Het stadje is bekend door de watervallen.

## Foto's

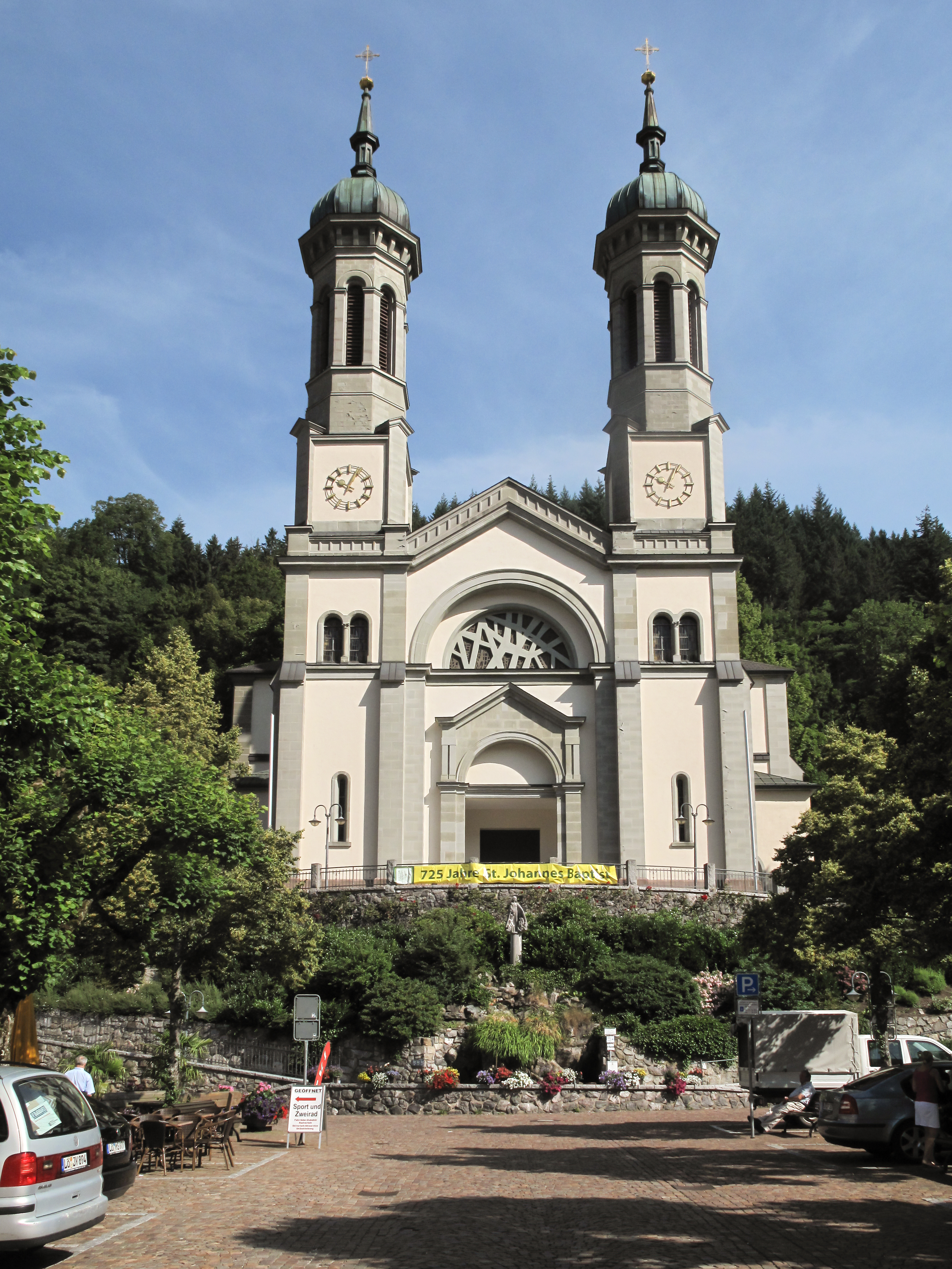
Sankt Johannes der Täuferkirche
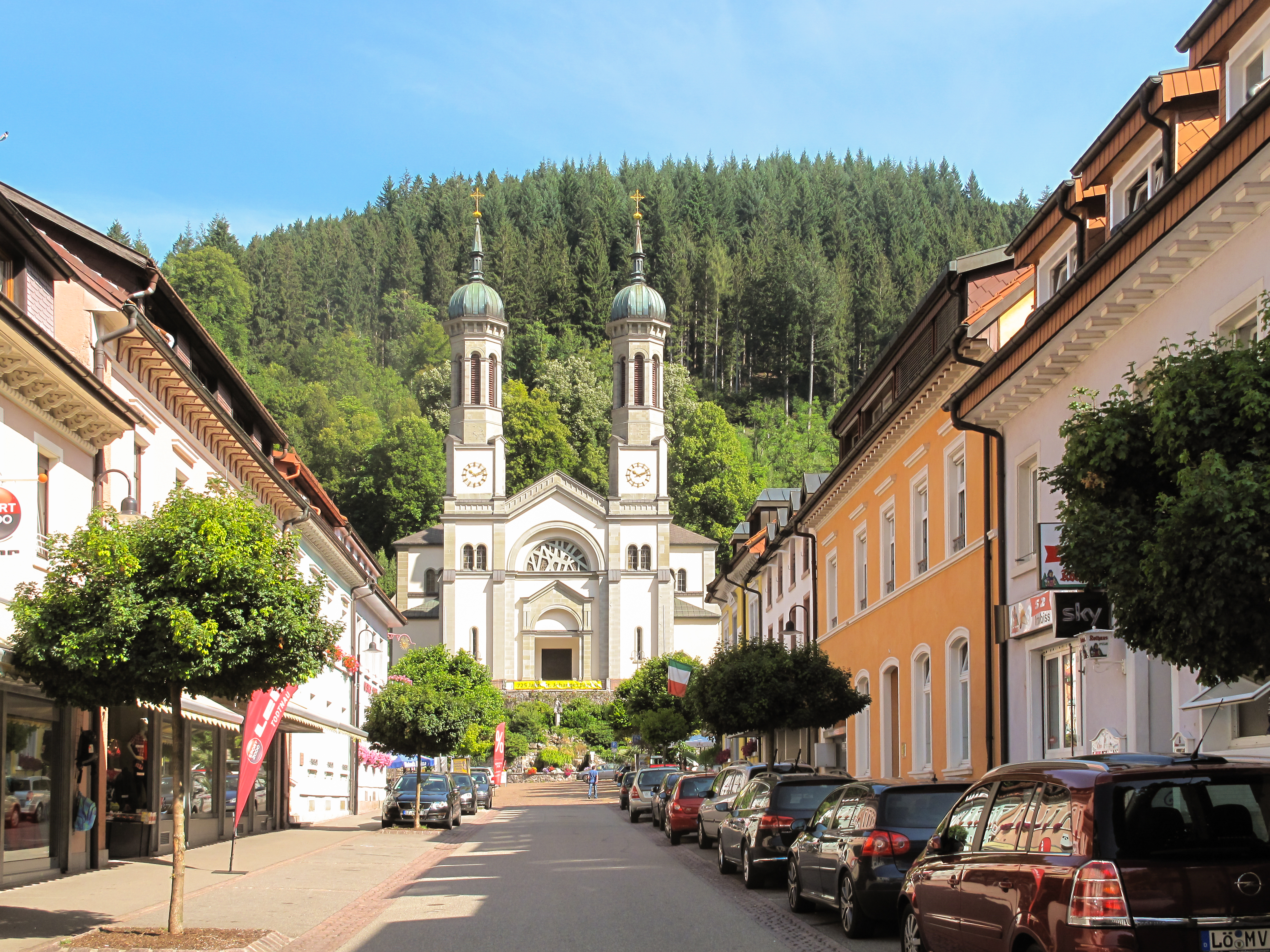
Straatzicht met de Sankt Johannes der Täuferkirche
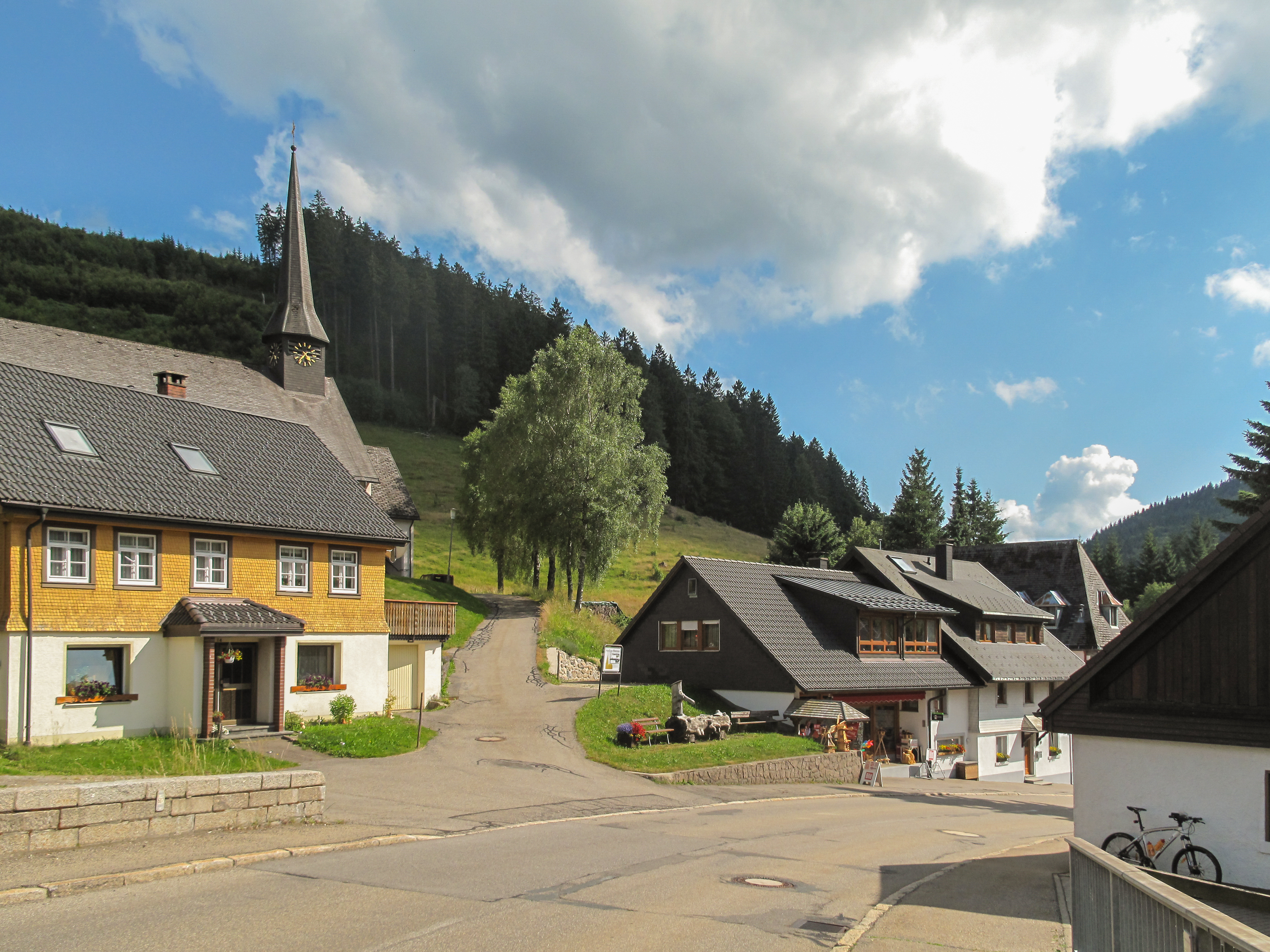
Muggenbrunn, straatzicht met de Sankt Cornelius Kirche
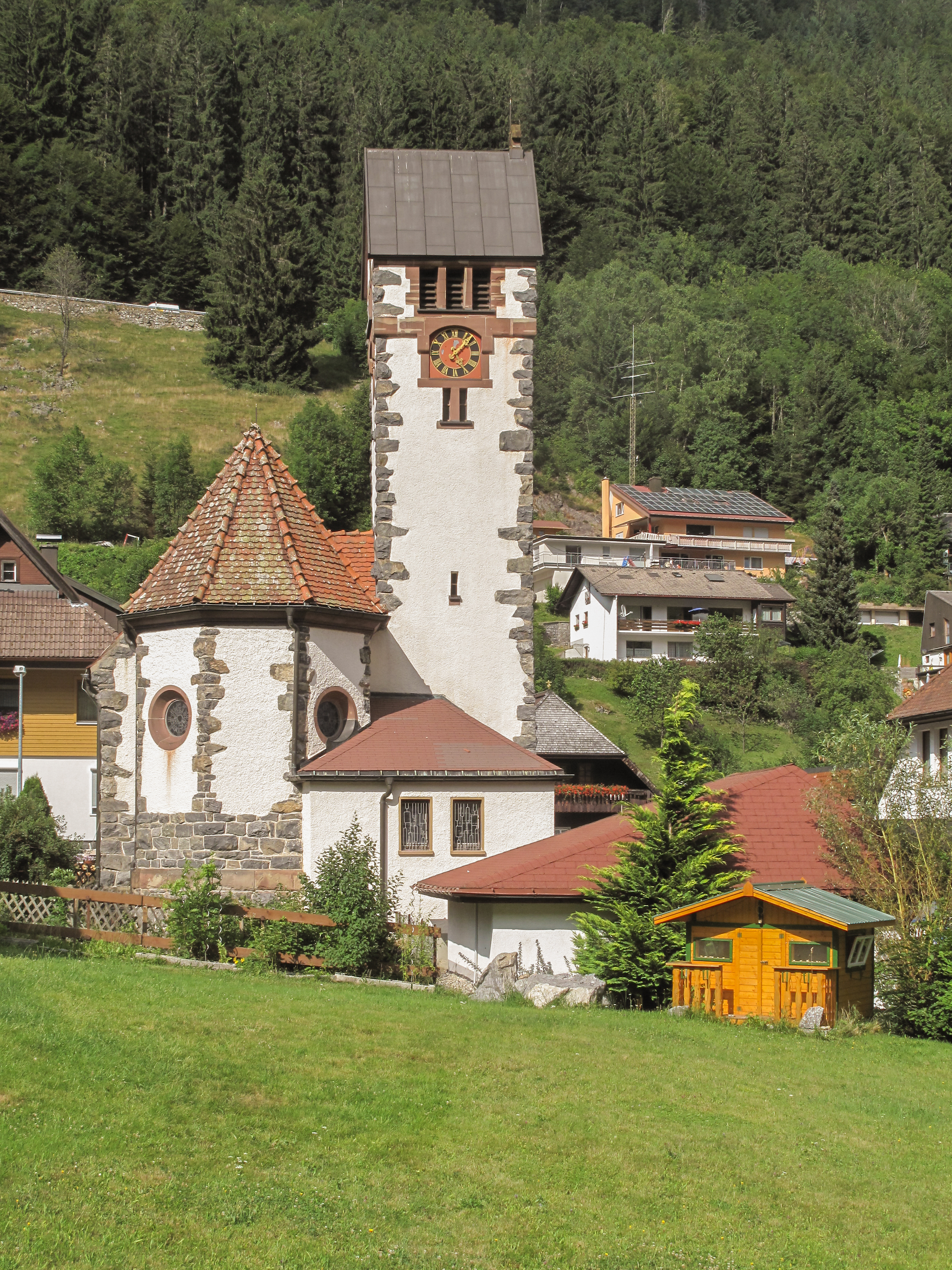
Aftersteg, Sankt Anna Kirche
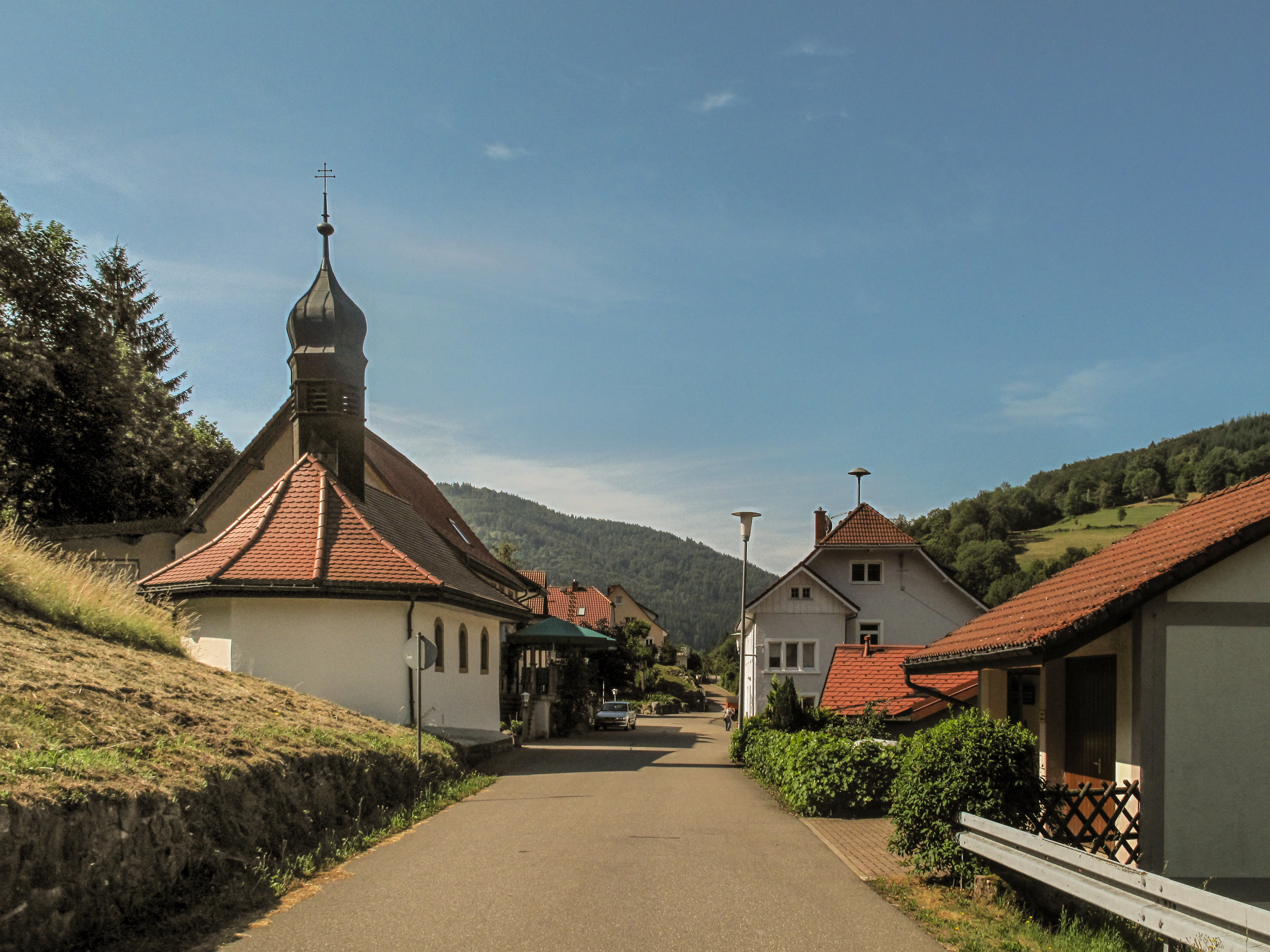
Schlechtnau, kapel in straatzicht
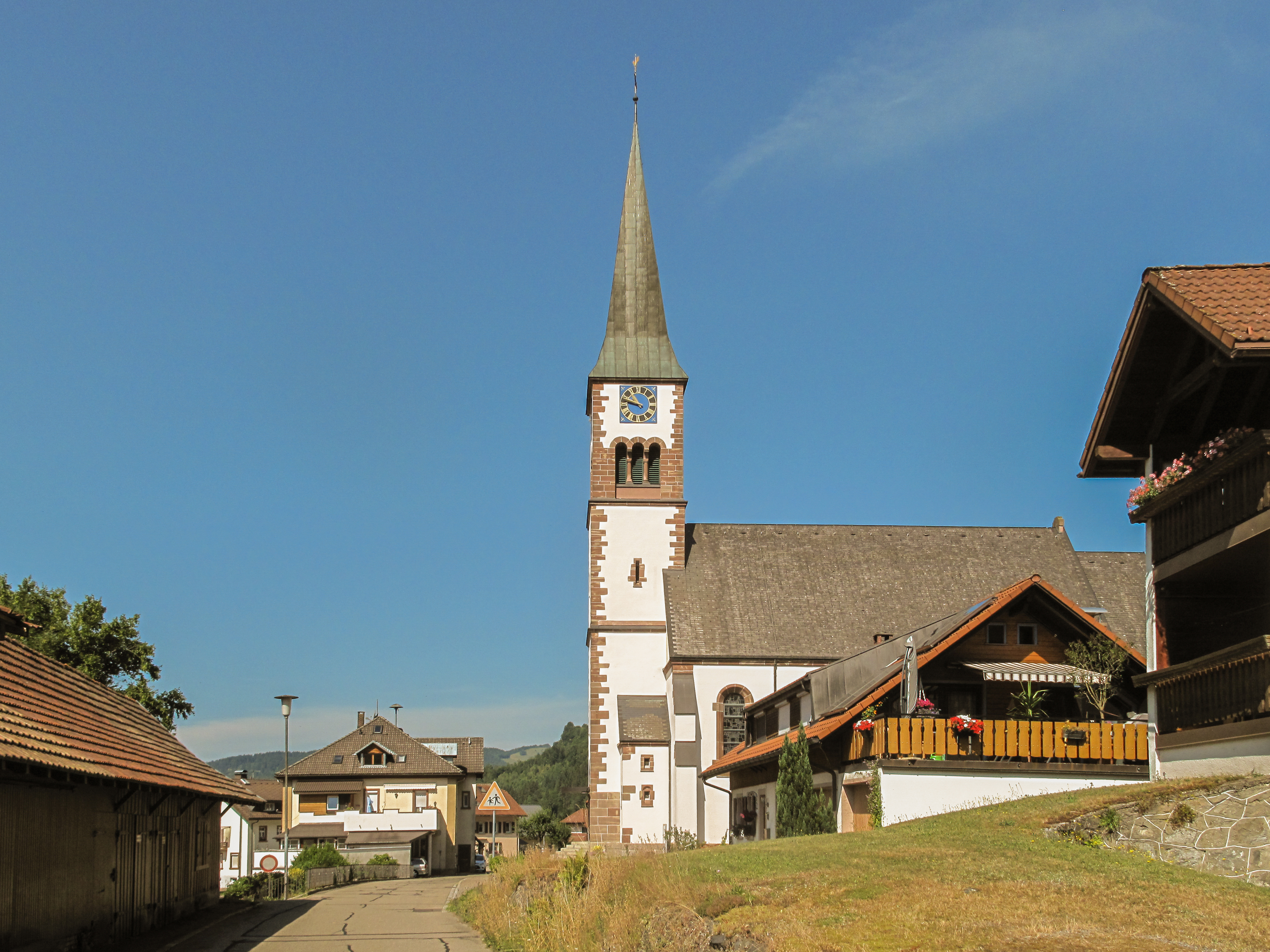
Geschwend, Sankt Wendelinkirche

Aitern ·
Bad Bellingen ·
Binzen ·
Böllen ·
Efringen-Kirchen ·
Eimeldingen ·
Fischingen ·
Fröhnd ·
Grenzach-Wyhlen ·
Häg-Ehrsberg ·
Hasel ·
Hausen im Wiesental ·
Inzlingen ·
Kandern ·
Kleines Wiesental ·
Lörrach ·
Malsburg-Marzell ·
Maulburg ·
Rheinfelden ·
Rümmingen ·
Schallbach ·
Schliengen ·
Schönau im Schwarzwald ·
Schönenberg ·
Schopfheim ·
Schwörstadt ·
Steinen ·
Todtnau ·
Tunau ·
Utzenfeld ·
Weil am Rhein ·
Wembach ·
Wieden ·
Wittlingen ·
Zell im Wiesental